# Razdow Telescope
Razdow Laboratories, Inc. foi fundada pelo físico austríaco Dr. Adolph Razdow (1908–1985). Refugiado do Holocausto, ele emigrou para os Estados Unidos em julho de 1946. No início da década de 1960, Razdow recebeu um contrato da NASA para desenvolver e implantar uma série de telescópios de monitorização solar nos principais observatórios ao redor do globo. Esses dispositivos rastreavam automaticamente o sol no céu, gravando e transmitindo imagens de televisão do disco solar. Os astronautas da NASA, que em breve estariam a viajar pelo espaço em redor da Terra, seriam vulneráveis a tempestades de radiação causadas por explosões solares, e esses telescópios foram comissionados para fornecer uma vigilância de 24 horas sobre a actividade solar. Alguns desses telescópios ainda estão em operação.